# Xumaytiyya
La xumaytiyya, sumaytiyya, xumatiyya o sumatiyya fou una secta xiïta que deriva el seu nom de Yahya ibn Abi-x-Xumayt, un dels seus caps. Reconeixia com a cap a Muhàmmad ibn Jàfar, fill de Jàfar as-Sàdiq. Després de la derrota a Kufa del cap rebel Abu-s-Saraya aix-Xaybaní, aixecat contra al-Mamun, Muhàmmad, que vivia a la Meca, fou pressionat per proclamar-se imam i califa i va rebre homenatge dels seus partidaris a la Kaba el 2 d'octubre del 816, però fou derrotat prop de la ciutat santa i després a Medina i es va rendir i abdicar (juliol del 817) sent exiliat a Merv. Els xumaytiyya estaven entre els seus partidaris i també dels primers descendents, però van acabar desapareixent al segle x.